# Herbert Landmann
Herbert Landmann (* 30. Mai 1919 in Großrudestedt; † 5. Februar 2011) war ein deutscher Arzt und Politiker der Blockpartei CDU der DDR. Er war von 1958 bis 1963 Abgeordneter der Volkskammer der DDR.

## Leben

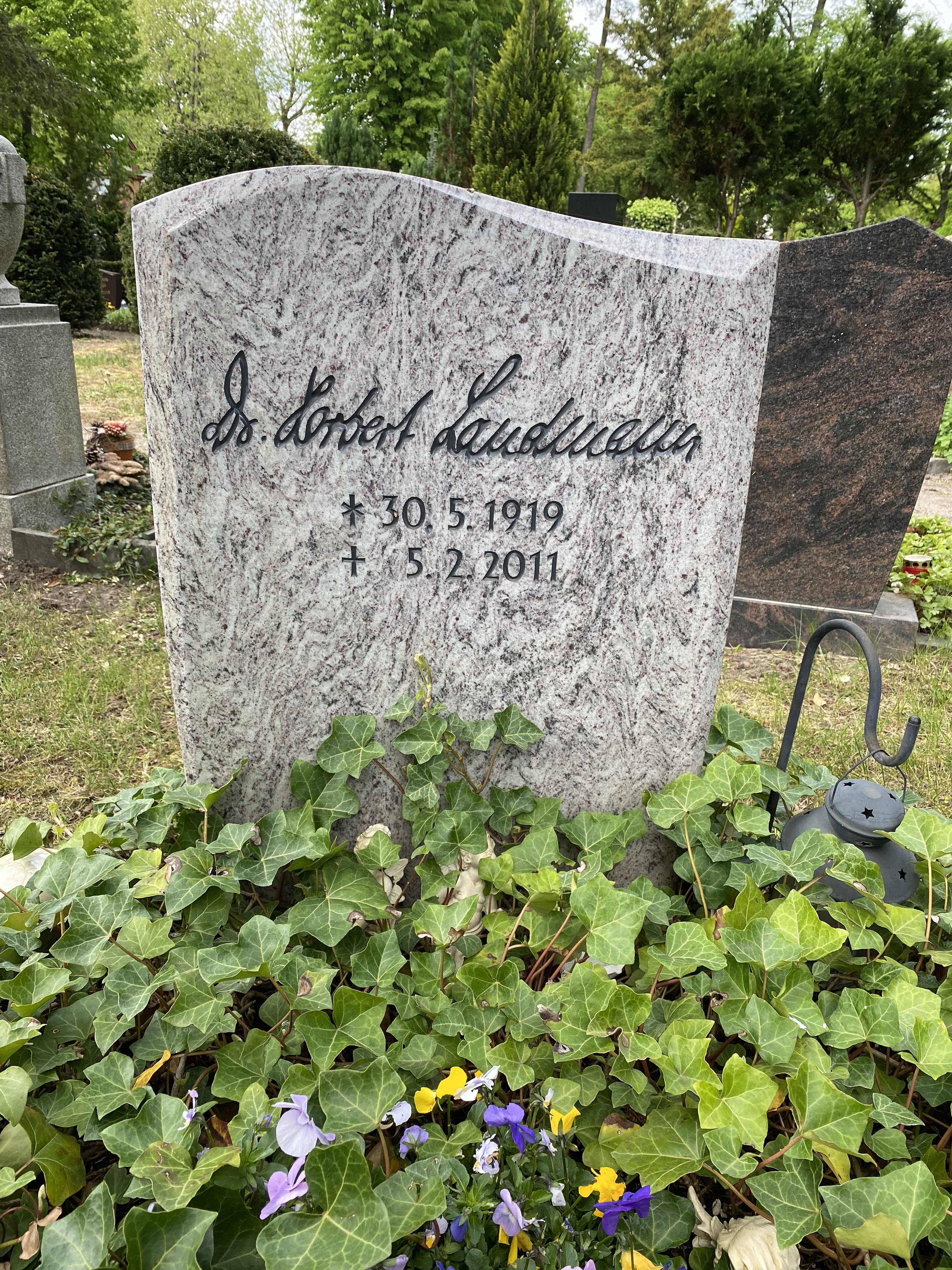
Grabstätte in Abt. A 3

Landmann, Sohn eines Beamten, besuchte die Volksschule und das Reform-Gymnasium in Jena. Von 1938 bis 1944 studierte er Medizin an den Universitäten Jena und Bonn. Er legte 1944 das Staatsexamen ab und wurde zum Dr. med. promoviert. Er leistete Kriegsdienst und kam in sowjetische Kriegsgefangenschaft. In einem rumänischen Lagerlazarett erwarb er sich als Infektionist und  Pathologe unter fachärztlicher sowjetischer Leitung die Grundlagen für seine spätere wissenschaftliche Arbeit in der Tuberkulosebekämpfung.
Nach dem Zweiten Weltkrieg trat er 1946 in die CDU und den FDGB ein. Im Jahr 1950 wurde er BGL-Vorsitzender in Etzelbach (Kreis Rudolstadt). Von 1951 bis 1952 war er Mitglied der Gebietsleitung Saalfeld/Saale und 1952/53 des Kreisvorstandes Rudolstadt der Gewerkschaft Gesundheitswesen. 1952 trat er dem Kulturbund bei. Von 1953 bis 1987 arbeitete er als wissenschaftlicher Abteilungsleiter und Stellvertreter des Direktors des Tuberkulose-Forschungsinstituts in Berlin-Buch. Er war ab 1956 Mitglied des CDU-Kreisvorstandes Berlin-Pankow.
Wiederholt weilte er zu medizinischen Arbeitseinsätzen und Studienzwecken in Vietnam; 1956 war er dort mehrere Monate an der Einrichtung eines Krankenhauses in Hanoi durch die DDR beteiligt.
Am 2. Juli 1958 wählte ihn die Berliner Stadtverordnetenversammlung für die verstorbene Christel Iwersen als Berliner Vertreter in die Volkskammer. Am 29. November 1958 erfolgte seine erneute Wahl als Berliner Vertreter durch die Stadtverordnetenversammlung. Er war dann bis 1963 in der Volkskammer und von 1963 bis 1984 Mitglied der Berliner Stadtverordnetenversammlung. Am 9. September 1959 wurde er von der Stadtverordnetenversammlung mit Ilse Rodenberg und Hans Jancke zum Mitglied des Berliner Magistrats gewählt.
Als Mitglied des Präsidiums der Deutsch-Afrikanischen Gesellschaft bereiste er 1965 mehrere westafrikanische Staaten. Im Jahr 1968 wurde er Vorsitzender des Kreisausschusses Pankow der Nationalen Front. Als neuer Vorsitzender der Arbeitsgruppe „Christliche Kreise“ beim Bezirksausschuss Berlin der Nationalen Front wurde er am 20. Februar 1980 in den Bezirksausschuss kooptiert.
Nach der friedlichen Revolution in der DDR wurde bekannt, dass Landmann ab 1968 unter dem Decknamen „Chef“ als Inoffizieller Mitarbeiter (IM) für die Bezirksverwaltung Berlin des Ministeriums für Staatssicherheit gearbeitet und über seinen engen Vertrauten und Patienten Robert Havemann berichtet hatte.
Landmann starb im Alter von 91 Jahren und wurde auf dem Friedhof Wilmersdorf beigesetzt.

## Auszeichnungen in der DDR
- 1950 Aktivist des Zweijahrplanes
- 1956 Orden der Arbeit der Demokratischen Republik Vietnam II. Klasse und 1964 I. Klasse
- 1958 Ehrentitel Verdienter Arzt des Volkes
- 1962 Hufeland-Medaille in Gold
- 1964 Nationalpreis der DDR I. Klasse für Wissenschaft und Technik
- 1965 Verdienstmedaille der DDR
- 1966 Deutsche Friedensmedaille
- 1967 Ehrennadel der Liga für Völkerfreundschaft in Silber
- 1978 Vaterländischer Verdienstorden in Bronze
- 1980 Ehrennadel der Nationalen Front in Gold
- 1981 Ehrenmedaille der Nationalen Front
- 1982 Robert-Koch-Medaille
- 1984 Orden Stern der Völkerfreundschaft in Silber
- 1988 Ferdinand-Sauerbruch-Medaille

## Schriften
- Herbert Landmann / Ina Paul: Trotz Taifun wächst der Bambus – In Vietnam erlebt, Kongress Verlag, Berlin 1968.